# Nazım Yılmaz
Nazım Yılmaz es un deportista turco que compitió en taekwondo. Ganó una medalla de bronce en el Campeonato Mundial de Taekwondo de 1997, en la categoría de –50 kg.

## Palmarés internacional
| Campeonato Mundial | Campeonato Mundial | Campeonato Mundial | Campeonato Mundial |
| Año                | Lugar              | Medalla            | Categoría          |
| ------------------ | ------------------ | ------------------ | ------------------ |
| 1997               | Hong Kong (China)  | Medalla de bronce  | –50 kg             |